# Италијански бојни брод Имперо
Имперо (итал. Impero; империј, царство) је био италијански бојни брод класе Литоријо. Поринут је у Ђенови 1939. г.
Након поринућа, брод је допремљен у Трст, где је недовршен остао до капитулације Италије 1943. Недовршен је остао и до свог резања, после краја Другог светског рата.